# Bedd Taliesin
Bedd Taliesin, etwa östlich von Tre-Taliesin, liegt neben einer kleinen Straße nordöstlich von Tal-y-Bont bei Aberystwyth in Ceredigion in Wales. 
Bedd Taliesin ist der denkmalgeschützte Rest eines bronzezeitlichen Rundcairns aus dem 2. Jahrtausend v. Chr., der eine etwa 2,0 m lange Steinkiste birgt. Die Seitenplatten der Kiste sind noch in situ, aber der Deckstein ist angehoben worden, steht schief und wurde aufgebockt.
Der Cairn hat, abgesehen vom Namen, keine nachgewiesene Verbindung mit dem historischen Barden Taliesin, (auch Taliessin) aus dem 6. Jahrhundert. Er gilt als Verfasser der ältesten überlieferten Werke in walisischer Sprache und als Begründer der walisischen poetischen Tradition. Seine Arbeit umfasst Lobgedichte an die Herrscher der frühwalisischen Reiche von Elmet, Powys und Rheged.